# Samkommun
Samkommun (före 1990-talet: kommunalförbund, finska: kuntayhtymä) är i Finland en samarbetsform mellan kommuner, utom i Åland, där institutet fortfarande benämns kommunalförbund.   
Samkommuner kan inrättas i enlighet med 78 § i Finlands kommunallag och kan sköta både offentligrättsliga och andra uppgifter. När beslutsfattandet överlåts på samkommunen avstår den enskilda kommunen från beslutanderätten i frågor som hör till samkommunens kompetensområde. 
Det finns i Finland i dagsläget 184 samkommuner, bland annat landskapsförbund, sjukvårdsdistrikt och specialomsorgsdistrikt.

## Jämförelse beträffande antal i Finland och i Sverige
Antalet kommunalförbund i Sverige är betydligt mindre, cirka 90. Denna skillnad kan förklaras med följande huvudorsaker: 
1. Antalet små kommuner är större i Finland
2. I Sverige finns det regioner, men ej i Finland
3. Finland är tvåspråkigt, vilket gör att svenskspråkiga kommuner kan anse sig behöva samarbeta, även om de inte är angränsande.

## Exempel
Kårkulla samkommun är ett exempel på en samkommun. Det är en sammanslutning av svenskspråkiga kommuner i hela Finland, med undantag för Åland. Till samkommunens verksamhet hör sjukvård och utbildning enligt omsorgslagen, i syfte att garantera att svenskspråkig utövning av dessa tjänster finns tillgängliga över hela landet.